# Alberto Cardaccio
Alberto Víctor Cardaccio Traversa (Uruguay, 26 de septiembre de 1949 - 27 de enero de 2015) fue un futbolista uruguayo, que se desempeñó como mediocampista y que militó en diversos clubes de Uruguay, Argentina y México (país donde jugó la mayor parte de su carrera).

## Biografía
Alberto nació en Uruguay y comenzó jugando en las inferiores de Danubio Fútbol Club de su país natal, después de jugar el mundial de 1974 marchó hacia Argentina para vestir la camiseta del Racing Club de Avellaneda, con el que tan solo jugó durante una temporada, disputando 30 partidos sin marcar goles. En 1975, viajó hasta México con el fin de ampliar sus fronteras como jugador de fútbol, donde se quedó hasta su retirada de los campos de fútbol, pasando por clubes como la Unión de Curtidores, el Atlas de Guadalajara, el Puebla y finalmente el Monterrey, donde jugó sus últimas tres temporadas.
Falleció el 27 de enero de 2015 a los 65 años de edad, a causa de un accidente de tráfico.

## Clubes
| Club                | País      | Año         | Partidos | Goles |
| ------------------- | --------- | ----------- | -------- | ----- |
| Danubio             | Uruguay   | 1967 - 1974 |          |       |
| Racing Club         | Argentina | 1974 - 1975 | 30       | 0     |
| Unión de Curtidores | México    | 1975 - 1977 | 68       | 12    |
| Atlas               | México    | 1977 - 1978 | 26       | 7     |
| Puebla              | México    | 1978 - 1979 | 30       | 2     |
| Monterrey           | México    | 1979 - 1982 | 92       | 6     |
| TOTAL               | TOTAL     | TOTAL       | 244      | 27    |

## Selección nacional
Fue internacional con la Selección de fútbol de Uruguay; donde jugó 19 partidos internacionales y no anotó goles por dicho seleccionado. Incluso participó con su selección, en 1 sola Copa Mundial. La única Copa Mundial que disputó, fue en la edición de Alemania Federal 1974, donde su selección quedó eliminado en primera fase.